# Peperomia fragrantissima
Peperomia fragrantissima är en pepparväxtart som beskrevs av Trel. & Yunck.. Peperomia fragrantissima ingår i släktet peperomior, och familjen pepparväxter. Inga underarter finns listade i Catalogue of Life.